# 酒田南高等学校
酒田南高等学校（さかたみなみこうとうがっこう）は、山形県酒田市浜田にある私立高等学校。設置者は、学校法人天真林昌学園。

## 概要
特別進学科を全国で最初に設立。部活動では、レスリング・ボクシングでオリンピック選手を輩出、陸上・駅伝・空手道・弓道・野球で特に実績がある。
2018年4月、同一法人運営の天真学園高等学校と統合した。

## 設置学科
全日制課程
- 普通科
  - 特別進学コース
    - グローバル専攻
    - A進学専攻
    - Z進学専攻

  - キャリアデザインコース
    - 総合進学専攻
    - 観光地域創生専攻
    - ビジネス専攻
- 家庭科
  - 食育調理コース

## 沿革
- 1961年（昭和36年）04月：開校。第一校舎、体育館竣工
第1回入学式は男子のみ207名
- 1962年（昭和37年）01月：第二校舎竣工
- 1962年（昭和37年）12月：第三・第四校舎竣工
- 1963年（昭和38年）04月：男女共学実施
- 1964年（昭和39年）02月：第五校舎竣工
- 1964年（昭和39年）11月：第六校舎、第一体育館竣工
- 1966年（昭和41年）10月：運動場造成
- 1977年（昭和52年）07月：新校舎竣工式
- 1982年（昭和57年）04月：学校法人天真林昌学園設立
- 2018年（平成30年）03月：酒田南高等学校廃止[2]
- 2018年（平成30年）04月：天真学園高等学校 と統合し、改めて酒田南高等学校設置[2]。

## 部活動
硬式野球
- 全国高等学校野球選手権大会出場
  - 1997年（第79回）
  - 1999年（第81回）
  - 2000年（第82回）
  - 2001年（第83回）
  - 2002年（第84回）
  - 2004年（第86回）
  - 2005年（第87回）
  - 2008年（第90回）
  - 2009年（第91回）
  - 2012年（第94回）
- 選抜高等学校野球大会出場
  - 2002年（第74回）

陸上競技
- 全国高等学校駅伝競走大会出場
  - 第24回全国高等学校駅伝競走大会
  - 第32回全国高等学校駅伝競走大会
  - 第57回全国高等学校駅伝競走大会
  - 第58回全国高等学校駅伝競走大会
  - 第62回全国高等学校駅伝競走大会
  - 第67回全国高等学校駅伝競走大会
  - 第75回全国高等学校駅伝競走大会
- 全国高等学校総合体育大会入賞【優勝】1983年高橋正知、【準優勝】1980年佐藤陽一、2014年佐藤日奈子100ｍ【第3位】1982年川井義勝、2014年佐藤日奈子200ｍ
- 日本ユース陸上競技選手権大会入賞【優勝】2013年佐藤日奈子200ｍ、【準優勝】2013年佐藤日奈子100ｍ
- 日・中・韓ジュニア交流競技会入賞【準優勝】2014年佐藤日奈子200ｍ、【第3位】2014年佐藤日奈子4×100ｍ
- 日本ジュニア陸上競技選手権大会入賞【準優勝】2014年佐藤日奈子200ｍ、【第3位】2014年佐藤日奈子100ｍ
- エコパトラックゲームズ2015年佐藤日奈子（U19日本選抜）【優勝】4×100ｍ、4×400ｍ

レスリング
- ミュンヘンオリンピック出場 - 斉藤真
- 国民体育大会入賞【準優勝】後藤栄

ボクシング
- モントリオールオリンピック出場 - 石垣仁
- 国民体育大会入賞【優勝】1974年茨城国体ボクシング部【準優勝】2004年少年の部山口靖
- 全国高等学校総合体育大会優勝
  - 1972年 斎藤彰
  - 1974年 野田正弘
  - 1981年 五十嵐紳一
  - 1983年 岩下健剛
  - 1990年 篠原宏和・前田宏樹
  - 1993年 鈴木吏

## 出身者
- 伊藤海斗 - 元読売ジャイアンツ
- 長谷川勇也 - 元福岡ソフトバンクホークス
- 下妻貴寛 - 元東北楽天ゴールデンイーグルス
- 石垣雅海 - 千葉ロッテマリーンズ
- 阿部翔太 - オリックス・バファローズ
- 小林賢司 - 元オリックス・バファローズ
- 金本明博 - 元中日ドラゴンズ
- 山本斉 - 元東京ヤクルトスワローズ
- 田村朋輝 - 読売ジャイアンツ
- 石垣仁 - 元プロボクサー
- 石川孝志 - 元大相撲力士（大ノ海）、元プロレスラー
- 仲川秀樹 -日本大学文理学部教授、社会学者
- 弁納才一 - 金沢大学人間社会学域国際学類教授、経済学者
- 和島香太郎 - 映画監督
- 石寺健一 - 日本アカデミー賞最優秀録音賞録音技師
- 荻原和歌 - フリーライター
- 荒生沙緒利 - フリーアナウンサー
- 山吹草太 - 詩人
- 天音里望 - 演歌歌手
- 影山明仁 - 作家
- 土田義晴 - 絵本作家・画家
- 阿部健治郎 - 将棋棋士

## 交通
- JR酒田駅から徒歩9分
- 生徒通学利用に酒田飽海・鶴岡田川・新庄最上・秋田県南の各方面にスクールバスを運行。

## 系列校
- 和順館高等学校
- 天真幼稚園
- 酒田調理師専門学校